# 深頸筋
深頸筋（しんけいきん）は頸部の筋肉のうち、浅頸筋の下層にある筋肉の総称。
深頸筋は後頸筋とも呼ばれ、頸椎の前面と側面を縦走しながら後頭骨から上位肋骨にかけて構成している筋群である。
深頸筋に属する筋は、前斜角筋、中斜角筋、後斜角筋、最小斜角筋、椎前筋（頭長筋、頸長筋、前頭直筋）である。